# Beth Shapiro
Beth Alison Shapiro (Allentown, nascida em 1970) é uma bióloga molecular evolucionista norte-americana. Ela é Professora Associada no Departamento de Ecologia e Biologia Evolucionária na Universidade da Califórnia em Santa Cruz. O trabalho de Shapiro centra-se na análise de DNA antigo. Ela foi premiada com um MacArthur Fellowship, em 2009.

## Obras selecionadas

### Livros
- Shapiro, Beth; Hofreiter, Michael, eds. (2012). Ancient DNA: Methods and Protocols. New York: Humana Press. ISBN 978-1-61779-515-2
- Shapiro, Beth (2015). How to Clone a Mammoth: The Science of De-Extinction. Princeton, NJ: Princeton University Press. ISBN 9780691157054

### Artigos
- Shapiro, Beth; Sibthorpe, Dean; Rambaut, Andrew; Austin, Jeremy; Wragg, Graham M.; Bininda-Emonds, Olaf R.P.; Lee, Patricia L.M.; Cooper, Alan (2002). «Flight of the Dodo» (–). Science. 295 (5560). 1683 páginas. PMID 11872833. doi:10.1126/science.295.5560.1683
- Zazula, Grant D.; MacKay, Glen; Andrews, Thomas D.; Shapiro, Beth; Letts, Brandon; Broc, Fiona (2009). «A late Pleistocene steppe bison (Bison priscus) partial carcass from Tsiigehtchic, Northwest Territories, Canada» (PDF). Quaternary Science Reviews. 28 (25–26): 2734–2742. doi:10.1016/j.quascirev.2009.06.012